# 谷櫻酒造
谷櫻酒造（たにざくらしゅぞう）は、山梨県北杜市にある日本酒酒蔵の一つである。八ヶ岳南麓の伏流水を使用して造っている。嘉永元年(1848年) に⼩宮⼭酒造所として創業し、当時「古銭屋」という屋号で親しまれていた。現在も谷櫻酒造のラベルに古銭のマークがあるのはこの名残である。
2023年6月、大手通販会社・ベルーナに買収された。

## 主な商品
- 古銭屋の酒
- 粒粒辛苦
- 桜舞
- 八ツのからっ風
- のんだ甲斐

## 受賞歴
谷櫻酒造の受賞歴は次の通り。

### Hong Kong International Wine & Spirit Competition
- 2016年 - 銀賞『純米吟醸 粒粒辛苦』/最高賞『純米大吟醸 サクラサクラ』
- 2017年 - 銅賞『純米吟醸 粒粒辛苦』
- 2018年 - 銀賞『純米大吟醸 サクラサクラ』/銅賞『純米吟醸 粒粒辛苦
- 2019年 - 銅賞『純米大吟醸 サクラサクラ』
- 2020年 - 銀賞『純米吟醸 粒粒辛苦』/銅賞『純米大吟醸 サクラサクラ』

### ロンドン酒チャレンジ
- 2020年 - 古酒部門 銀賞『古銭屋の酒 秘蔵酒』